# Jiaolong

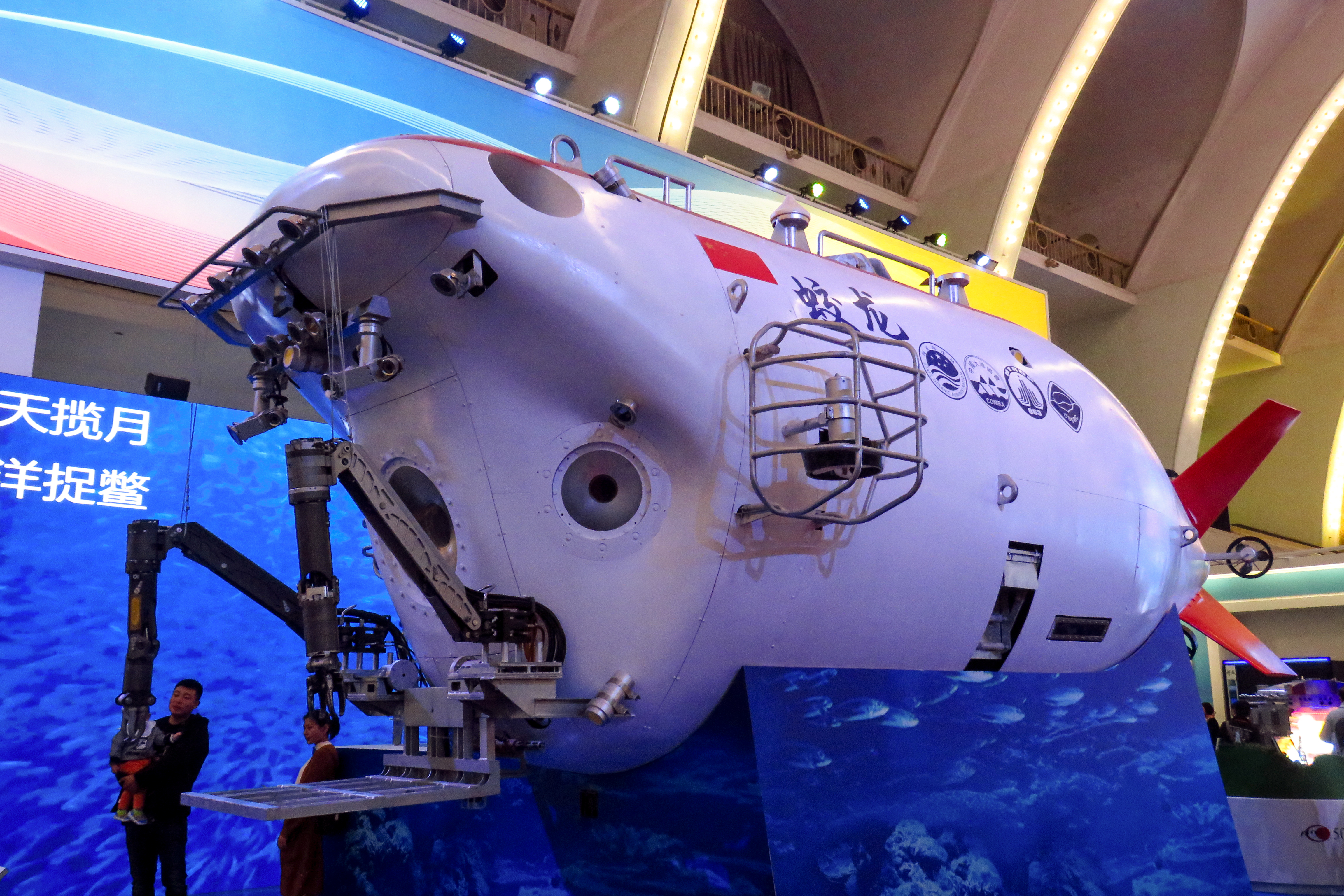
Un pequeño modelo del sumergible Jiaolong.

Jiaolong (chino simplificado: 蛟龙号, chino tradicional: 蛟龍号) es un submarino tripulado chino que rompió su propio récord de inmersión, al llegar a los 7020 m de profundidad en el Océano Pacífico (fosa de las Marianas), con tres tripulantes a bordo, el domingo 24 de junio de 2012.

## Logros alcanzados
El submarino Jiaolong, el día 15 de junio de 2012, alcanzó una profundidad de 6671 m, con tres tripulantes a bordo, perseguía el objetivo de alcanzar los 7000 m de profundidad.
En el mes de julio de 2011 alcanzó los 5188 metros de profundidad.
Este submarino realizó su primera prueba en el Mar Meridional de China entre el 31 de mayo y 18 de julio de 2010, alcanzando en esa oportunidad una profundidad de 3759 m con tres tripulantes.
El 28 de julio de 2011, Jiaolong alcanzó una profundidad de 5143 m en el noreste del Pacífico. Sólo Estados Unidos, Francia, Rusia y Japón poseen tecnología para inmersión en aguas profundas.

## Características
- Largo:8 m
- Diámetro:3 m
- Peso: 22 t
- Soporta una presión: 10.000 t/m²
- Construcción:fibra de vidrio